# 26811 Hiesinger
26811 Hiesinger è un asteroide della fascia principale. Scoperto nel 1985, presenta un'orbita caratterizzata da un semiasse maggiore pari a 2,1862648 UA e da un'eccentricità di 0,1774564, inclinata di 3,14497° rispetto all'eclittica.